# Marian Wołkowski-Wolski
Marian Józef Wołkowski-Wolski (ur. 1962 w Warszawie) – polski historyk i historyk sztuki, profesor nauk humanistycznych, nauczyciel akademicki, do grudnia 2016 prezes zarządu Fundacji Książąt Czartoryskich. Kierownik Katedry Nauk Pomocniczych Historii na Uniwersytecie Papieskim Jana Pawła II w Krakowie. W latach 1995–2013 pracownik Instytutu Historii PAN Pracowni Słownika Historyczno-Geograficznego Małopolski w średniowieczu. Autor ponad stu publikacji z zakresu historii. Zajmuje się genealogią i osadnictwem rodów i rodzin szlacheckich w średniowieczu i czasach wczesnonowożytnych, biografistyką, paleografią łacińską, a także historią ziemiaństwa polskiego.

## Życiorys
W 1992 ukończył na Uniwersytecie Jagiellońskim studia w zakresie historii sztuki. Tam też na Wydziale Historycznym na podstawie napisanej pod kierunkiem Zbigniewa Perzanowskiego rozprawy pt. Trzeciescy herbu Strzemię. Studium z dziejów średniozamożnej szlachty małopolskiej XIV–XVI w. uzyskał w 1997 stopień naukowy doktora nauk humanistycznych w dyscyplinie historia. W 2014 na Wydziale Historii i Dziedzictwa Kulturowego Uniwersytetu Papieskiego Jana Pawła II w Krakowie na podstawie dorobku naukowego oraz rozprawy pt. Potoccy herbu Pilawa do początku XVII wieku. Studium genealogiczno-własnościowe otrzymał stopień naukowy doktora habilitowanego nauk humanistycznych w dyscyplinie historia.
Był zatrudniony w Instytucie Historii im. Tadeusza Manteuffla Polskiej Akademii Nauk. Został adiunktem w Instytucie Historii Wydziału Historii i Dziedzictwa Kulturowego Uniwersytetu Papieskiego Jana Pawła II w Krakowie.
Do grudnia 2016 był prezesem zarządu Fundacji Książąt Czartoryskich. Złożył dymisję z tej funkcji ze względu na utratę zaufania do fundatora.
Został odznaczony Srebrnym (2017) i Złotym (2023) Krzyżem Zasługi. W roku 2021 został uhonorowany srebrnym medalem „Pro Merito Melitensi” za zasługi dla Zakonu Maltańskiego.